# ドローン操縦士協会
一般社団法人ドローン操縦士協会（ドローンそうじゅうしきょうかい、略：DPA＝ディーパ）は、2016年（平成28年）6月15日に設立した一般社団法人である。

## 概要
産業用ドローンの普及及びドローン操縦士育成に特化した協会であり、ドローン操縦士の技術認定ライセンス発行や技術向上のための研修・教育をはじめとして産業用ドローン普及を目的とした事業を幅広く展開していた。

## 活動目的
ドローン操縦士の技術、技量の健全な発展を図り、航空の安全確保につとめ当該技術、知識の普及と諸般の調査研究を行うことを目的とする。また、本目的を達成するために下記二点を基本方針に掲げて活動するものとする。
- ドローン航空の安全文化を構築する
- 環境・衛生・人命救助・警備等各分野とドローン航空の発展との融合、調和を図る

## 事業内容
- ドローン操縦士の技術認定ライセンスの発行
- ドローン操縦技術向上のための研修・教育
- ドローン事業会社及びその関連団体の国別・地域別研究会、講演会等の開催
- ドローン操縦技術の研究並びにその成果の発表
- 刊行物の発行等の広報活動
- 会員相互の交流・親睦の発展

## 特色
実技のカリキュラムに定評がある。発行する「ドローン操縦士 回転翼3級」の実技講習においては、インストラクターが受講者の操縦をオーバーライドできる「トレーナーモード」を採用している。 